# Eochaid Allmuir
Eochaid Allmuir roi de Dyfed fl. 400

## Contexte
Eochaid est présenté comme le fils d'Artchorp qui règne sur les Déisi de la région de Waterford et de Tipperary en Irlande. Il est surnommé « Allmuir » c'est-à-dire d' « Outremer » car décrit comme le chef des Déisi du Leinster qui conduit l'établissement de son peuple vers le sud-ouest du Pays de Galles et une partie de la Cornouailles. D'après les récits cette implantation se fait pacifiquement et il n'existe ni écrit ni traces archéologiques évoquant un conflit armé bien que ce dernier se développe dans les années suivantes. 
«  Eochaid, fils d'Artchorp, avec ses descendants vinrent d'au delà de la mer dans le Dyfed, et ses fils et ses petits-fils moururent là. C'est d'eux que descendent la race de Crimthann en ce lieu » 
Il est de ce fait considéré comme le fondateur du royaume de Dyfed sur les domaines des anciens Demetae.